# Премия AVN трансгендерному исполнителю года
Премия AVN трансгендерному исполнителю года (англ. The AVN Award for Transgender Performer of the Year), ранее Премия AVN транссексуальному исполнителю года (англ. The AVN Award for Transsexual Performer of the Year), — ежегодная награда, вручаемая в январе в Лас-Вегасе, Невада на церемонии AVN Awards трансгендерной порноактрисе или трансгендерному порноактёру. Награда была учреждена в 2004 году. По состоянию на январь 2024 года, последним лауреатом этой награды является Емма Роуз.

## 2000-е годы
| Победитель             | Номинанты            | |
| XXI церемония — 2004   | XXI церемония — 2004 | XXI церемония — 2004 |
| ---------------------- | -------------------- | --- |
|                        | Ваниити (1)          | - Джиа Дарлинг - Vo D’Balm - Fabiane de la Costa - Джоанна Джет - Nomi X                                                               |
| XXII церемония — 2005  |                      | |
|                        | Вики Рихтер          | - Vo D'Balm - Джиа Дарлинг - Даниэль Фокс - Джоанна Джет - Fabiola Mebarek - Ваниити                                                   |
| XXIII церемония — 2006 |                      | |
|                        | Джиа Дарлинг         | - Джоанна Джет - Вики Рихтер - Венди Уильямс                                                                                           |
| XXIV церемония — 2007  |                      | |
|                        | Бак Энджел           | - Джиа Дарлинг - Даниэль Фокс - Джоанна Джет - Аллана Старр - Холли Свит - Ваниити - Венди Уильямс                                     |
| XXV церемония — 2008   |                      | |
|                        | Аллана Старр         | - Бак Энджел - Khloe Hart - Sexy Jade - Kourtney - Ясмин Ли - Carla Novaes - Thays Schiavinato - Ваниити - Вики Рихтер - Венди Уильямс |
| XXVI церемония — 2009  |                      | |
|                        | Венди Уильямс        | - Бак Энджел - Бриттани Кокс - Natassia Dreams - Джесси Флорес - Фокси - Jessica Host - Ясмин Ли - Вики Рихтер - Холли Свит            |

## 2010-е годы
| Победитель              | Номинанты              | |
| XXVII церемония — 2010  | XXVII церемония — 2010 | XXVII церемония — 2010 |
| ----------------------- | ---------------------- | --- |
|                         | Кимбер Джеймс          | - Бак Энджел - Celeste - Sexy Jade - Jesse - Джоанна Джет - Olivia Love - Anna Paula Samadat - Хэйзел Такер - Венди Уильямс                                                                                         |
| XXVIII церемония — 2011 |                        | |
|                         | Бэйли Джей (1)         | - Morgan Bailey - Hera C - Celeste - Natalia Coxxx - Эми Дэйли - Джесси Флорес - Фокси - Миа Изабелла - Кимбер Джеймс - Хэйзел Такер - Венди Уильямс                                                                |
| XXIX церемония — 2012   |                        | |
|                         | Бэйли Джей (2)         | - Celeste - Эми Дейли - Morgan Bailey - Джесси Флорес - Миа Изабелла - Джоанна Джет - Ясмин Ли - Madison Montag - Домино Пресли - Али Синклер - Brittany St. Jordan - Juliette Stray - Хэйзел Такер - Венди Уильямс |
| XXX церемония — 2013    |                        | |
|                         | Ваниити (2)            | - Celeste - Эми Дейли - Danni Daniels - Джессика Фокс - Эва Лин - Винус Лакс - Саншайн Монро - Aly Sinclair - Brittany St. Jordan - Тиффани Старр - Wendy Summers - Сарина Валентина - Венди Уильямс                |
| XXXI церемония — 2014   |                        | |
|                         | Эва Лин                | - Бак Энджел - Natassia Dreams - Danika Dreamz - Джесси Флорес - Джессика Фокс - Фокси - Kelli Lox - Винус Лакс - Джейн Мари - Кармен Мур - Тиффани Старр - Wendy Summers - Сарина Валентина - Ваниити              |
| XXXII церемония — 2015  |                        | |
|                         | Винус Лакс (1)         | - Jonelle Brooks - Chanel Couture - Джеймс Дарлинг - Джесси Дубай - Фокси - Khloe Hart - Келли Клеймор - Эва Лин - Kelli Lox - Chelsea Poe - Tyra Scott - Тиффани Старр - Ваниити - Венди Уильямс                   |
| XXXIII церемония — 2016 |                        | |
|                         | Винус Лакс (2)         | - Jonelle Brooks - Delia DeLions - Джесси Дубай - Фокси - Виксен Годдес - Сиенна Грейс - Khloe Hart - Обри Кейт - Kelli Lox - Кайли Мария - Carla Novaes - Холли Паркер - Chelsea Poe - Tyra Scott                  |
| XXXIV церемония — 2017  |                        | |
|                         | Обри Кейт (1)          | - Мишель Остин - Аспен Брукс - Джесси Дубай - Джессика Фокс - Фокси - Нина Лоулесс - Kelli Lox - Винус Лакс - Челси Мари - Саншайн Монро - Chelsea Poe - Домино Пресли - Isabella Sorrenti - Stefani Special        |
| XXXV церемония — 2018   |                        | |
|                         | Обри Кейт (2)          | - Фокси - Dicky Johnson - Casey Kisses - Винус Лакс - Натали Марс - Tori Mayes - Marissa Minx - Мэнди Митчелл - Саншайн Монро - Шанель Сантини - Alexa Scout - Stefani Special - Shiri Trap - Freya Wynn            |
| XXXVI церемония — 2019  |                        | |
|                         | Шанель Сантини         | - Shiri Allwood - Michelle Austin - Aspen Brooks - Kayleigh Coxx - Korra Del Rio - Фокси - Обри Кейт - Khloe Kay - Lena Kelly - Casey Kisses - Annabelle Lane - Натали Марс - Домино Пресли - Tyler St. Syn         |

## 2020-е годы
| Победитель              | Победитель             | Номинанты              |
| XXVII церемония — 2020  | XXVII церемония — 2020 | XXVII церемония — 2020 |
| ----------------------- | ---------------------- | ---------------------- |
|                         | Натали Марс            |                        |
| XXVIII церемония — 2021 |                        |                        |
|                         | Обри Кейт              |                        |